# Michelle Romero
Pour les articles homonymes, voir Romero.
Michelle Romero, née le 12 juin 1997 à Maracaibo au Venezuela, est une footballeuse internationale vénézuélienne. Elle évolue au poste d'attaquant au Wild de Calgary.

## Biographie
Avec l'équipe du Venezuela des moins de 20 ans, elle participe au championnat sud-américain des moins de 20 ans en 2014.